# Dolichopus latipennis
Dolichopus latipennis är en tvåvingeart som beskrevs av Fallen 1823. Dolichopus latipennis ingår i släktet Dolichopus och familjen styltflugor. Arten är reproducerande i Sverige. Inga underarter finns listade i Catalogue of Life.